# La Châtelaine du Liban (film, 1934)
Pour les articles homonymes, voir La Châtelaine du Liban.
Pour plus de détails, voir Fiche technique et Distribution.
La Châtelaine du Liban  est un film d'espionnage français réalisé par Jean Epstein en 1934, d'après le roman La Châtelaine du Liban de l'écrivain français Pierre Benoit.

## Synopsis
Une belle aventurière est impliquée dans des affrontements entre services secrets français et anglais au Liban...

## Fiche technique
- Réalisation : Jean Epstein
- Scénario : Pierre Benoit (roman, adaptation)
- Décors : Lucien Aguettand et Claude Bouxin
- Photographie : Joseph Barth, Christian Matras, Armand Thirard
- Son : Louis Bogé
- Montage : Marthe Poncin
- Musique : Alexandre Tansman, Walter Winnig
- Production : Charles Delac et Marcel Vandal
- Société de production : Vandal et Delac
- Format : Noir et blanc - Son mono - 1,37:1
- Genre : Drame
- Durée : 95 minutes
- Date de sortie : 
  - France : 2 février 1934
- Affiche : Jean-Adrien Mercier

## Distribution
- Spinelly : Athelstane, comtesse Orloff
- Jean Murat : Le capitaine Domèvre
- George Grossmith Jr. : Le colonel Hobson
- Marguerite Templey : La générale
- Ernest Ferny : Le capitaine Walter
- Michèle Verly : Michelle
- Gaby Basset : Maroussia
- Acho Chakatouny : Djoun
- Georgé : Gardafuy
- André Marnay : Le colonel Hennequin
- Georges Prieur : Le colonel Maret
- Albert Decoeur : Le général

## Autres réalisations
- La Châtelaine du Liban, un film français muet adapté du roman éponyme de Pierre Benoit et réalisé par Marco de Gastyne (1926).
- La Châtelaine du Liban, un film franco-italien adapté du roman éponyme de Pierre Benoit et réalisé par Richard Pottier (1956).